# Africell
Africell est un opérateur de réseau mobile appartenant au groupe Africell Holding. Présent en Gambie, en Sierra Leone, en République démocratique du Congo, en Ouganda et en Angola il totalise 12 millions d'abonnés actifs depuis fin 2014.

## Le groupe
Africell a démarré comme opérateur en 2001 en Gambie.
En 2011, Africell cumule 2 millions d'abonnés sur les zones Gambie et Sierra Leone.
Africell possède une licence 3G dans chacun des trois pays où la marque est déployée. Déjà opérationnelle en Gambie et en Sierra Leone depuis plusieurs années, la 3G a été officiellement lancée en RDC depuis fin mars 2015.

## Filiales

### Africell Gambie
Africell est présent en Gambie depuis 2001, sur un marché partagé avec deux autres opérateurs. La société exploite une licence 2G (900/1800Mhz) et 3G depuis 2009 et pour une période de 20 ans.
En 2014, Africell Gambie compte 1,3 million d'abonnements actifs (69 % de parts de marché), et couvre 95 % du territoire gambien.

### Africell Sierra Leone
L'opérateur a lancé le premier réseau 3G du pays en aout 2011 et possède les licences 2G (900/1800Mhz) et 3G renouvelables expirant en 2026[réf. nécessaire].
En 2014, Africell Sierra Leone compte 2,9 millions d'abonnés actifs (65 % de parts de marché[source insuffisante]).

### Africell RDC
Africell obtient sa licence en République Démocratique du Congo en 2004, mais doit attendre avril 2010 pour se voir attribuer une fréquence, et juin 2012 pour se lancer officiellement sur un marché congolais comptant déjà cinq autres opérateurs. Africell s'est lancé en se positionnant sur une offre low-cost avec le slogan « Le Réseau du Peuple ».
Depuis 2012, Africell RDC détient une licence 2G (900/1800 Mhz) pour une durée de 20 ans, ainsi qu’une licence 3G, obtenue auprès de l'état congolais pour 15 millions de dollars,,.
Depuis fin 2014, Africell RDC compte 7 millions d'abonnés actifs, 2 ans après la date de son lancement, alors que l'opérateur ne couvre que les régions de Kinshasa, le Bas-Congo et les principales villes du Katanga.

### Africell Ouganda
Depuis novembre 2014, par l'acquisition d'Orange Ouganda, Africell Ouganda a implémenté les licences 2G, 3G ainsi que la norme LTE dans le pays avec un lancement commercial officiel en février 2015. Africell Ouganda possède 1 000 000 d'abonnés actifs depuis la fin 2014.
Africell a reçu la récompense: "Best Quality of Service" de l'UCC (Uganda Communications Commission.).